# Оптимізатор вебсайтів
Оптимізатор вебсайтів Google — це безоплатний інструмент оптимізації вебсайтів, покликаний допомагати інтернет-рекламодавцям та вебмайстрам збільшувати показники конверсій відвідувачів та загальний рівень задоволення відвідувачів, постійно тестуючи різні комбінації вмісту вебсайту.
Оптимізатор вебсайтів Google може протестувати будь-який елемент, який існував у вигляді HTML-коду на сторінці, включаючи заклики до дії, шрифти, заголовки, копії продукту, зображення й піктограми продукту, тексти та форми.
Це дозволило вебмайстрам протестувати альтернативні версії цілої сторінки під назвою A/B-тестування або тестувати декілька комбінацій елементів сторінки, таких як заголовки, зображення та інші елементи, відомі як мультиваріантне тестування. Воно може використовуватися на кількох етапах у послідовності конверсій.